# Egidio Ballerini
Egidio Giovanni Tommaso Ballerini (Podenzana, 21 dicembre 1946) è un ex arbitro di calcio italiano.

## Carriera
Per la sezione arbitrale di La Spezia inizia ad arbitrare in Serie D e Serie C nel 1972.
L'esordio in Serie B arriva nel 1976 a Palermo nell'incontro Palermo-Catanzaro (0-2): nella serie cadetta arbitra 86 partite in nove stagioni.
Esordisce nella massima serie nel 1979 a Bergamo nella partita Atalanta-Catanzaro (0-2): in sei stagioni colleziona 52 direzioni di Serie A, l'ultima delle quali il 28 aprile 1985, nella partita Ascoli-Udinese (0-1).
In Coppa Italia ha diretto 21 incontri.

## Biografia
Nel 1979 ha ricevuto il Premio Florindo Longagnani un prestigioso riconoscimento, annualmente assegnato all'arbitro che viene considerato il miglior debuttante stagionale nella massima serie.
Terminata la carriera arbitrale, il fischietto di Aulla è rimasto nell'ambiente sportivo, occupandosi di sponsorizzazioni, di transazioni internazionali e della organizzazione di grandi eventi.